# Phare de Galley Head
Le phare de Galley Head est un phare du 19e siècle proche de Rosscarbery dans le Comté de Cork, sur la côte sud de l'Irlande. Il est situé à l'extrémité sud de la pointe de Galley Head dite l'île Dundeady surplombant l'entrée du canal Saint-Georges séparant le Pays de Galles de l'Irlande. Le promontoire est coupé du continent par les anciens murs de la vieille forteresse normande de Dun Deidi, une importante forteresse du clan local O'Cowhig. Il est exploité par le Commissioners of Irish Lights.

## Histoire
Bien que la construction des bâtiments ait été achevée en 1875, le phare n'est devenu opérationnel qu'en 1878. Son premier feu maritime est très caractéristique ; il est composé de six ou sept éclairs de lumière blanche durant seize secondes toutes les minutes. Cela est dû au fonctionnement d'une optique octogonale rotative, combinée à une lumière alimentée par des brûleurs à gaz de charbon qui étaient allumés et éteints toutes les deux secondes environ. Avec une portée de 30 km dans des conditions optimales, il a été l'un des phares les plus puissants de son époque avant son voisin le phare du Fastnet.
Les deux maisons de gardien sont symétriques d'origine et elles pouvaient loger 4-6 personnes. Elles sont reliées par une porte intérieure. La tourelle est proche de la falaise et peinte en blanc.